# Amour fou
Amour fou is een Oostenrijks-Luxemburgs-Duitse film uit 2014, geschreven en geregisseerd door Jessica Hausner. De film ging in première op 16 mei op het Filmfestival van Cannes in de sectie Un certain regard en had zijn Belgische avant-première op het Film Fest Gent 2014.

## Verhaal
De film is geïnspireerd op de zelfmoord van de Duitse dichter en dramaturg Heinrich von Kleist in 1811. De jonge romantische dichter wil uit het leven stappen samen met zijn geliefde Marie, maar zijn levenslustig nichtje ziet dit niet meteen zitten. Hij vindt wel de ongeneeslijk zieke Henriette Vogel die bereid is om hem te volgen en op 21 november 1811 plegen ze samen zelfmoord.

## Rolverdeling
| Acteur            | Personage           |
| ----------------- | ------------------- |
| Christian Friedel | Heinrich von Kleist |
| Birte Schnöink    | Henriette Vogel     |
| Stephan Grossmann | Vogel               |
| Sandra Hüller     | Marie               |
| Sebastian Hülk    | Pfuehl              |
| Peter Jordan      | Adam Müller         |